# Brwenica
Brwenica lub Brvenica, (mac. Брвеница) – wieś w Macedonii Północnej; ośrodek administracyjny gminy Brwenica.
Osada liczy ok. 5,9 tys. mieszkańców.